# رانده‌شده
رانده‌شده نام یک کتاب ادبی است که توسط المار گرین، نویسندهٔ اهل روسیه، نوشته شده‌است. این کتاب یکی از آثار مشهور ادبی جهان است.